# Pristen
Pristen (ruso: При́стень) es un asentamiento de tipo urbano de Rusia, capital del raión homónimo en la óblast de Kursk.
En 2021, el asentamiento tenía una población de 4912 habitantes. En su territorio no hay pedanías.
Se ubica unos 80 km al sureste de la capital regional Kursk y unos 30 km al este de Oboyán.

## Historia
Se conoce la existencia de la localidad en documentos desde 1860, cuando era un pequeño pueblo (seló) llamado "Márino" (Марьино). En 1869 se abrió aquí una importante estación ferroviaria del Ferrocarril del Sureste, punto de cruce de la línea de Kursk a Bélgorod con los ramales a Stari Oskol y Oboyán. Como consecuencia de ello, Márino creció rápidamente como poblado ferroviario. La Unión Soviética le dio el estatus de capital distrital en 1935, cuando pasó a ser la capital del "raión de Márino". En 1959, adoptó el estatus de asentamiento de tipo urbano y su actual topónimo; aunque inicialmente el "raión de Márino" continuó existiendo tras esto como "raión de Pristen", en 1963 el raión fue suprimido y pasó a formar parte del raión de Sólntsevo. El actual raión de Pristen fue creado en 1965, con límites ligeramente diferentes a los del antiguo raión homónimo.